# Rakethændelsen på Andøya
Rakethændelsen på Andøya (kendt som Black Brant scare på engelsk) var en hændelse, som har sit udspring i en raketaffyring fra Andøya Space Center (på tidspunktet Andøya Rakettskytefelt) på Andøy i Nordland fylke i Norge den 25. januar 1995. Raketten, som medbragte måleudstyr til at studere nordlys over Svalbard, fik en nordligere bane end planlagt. På grund af en misforståelse var oplysninger om raketaffyringen ikke blev meldt videre til de russiske radaroperatører. Da raketten blev opdaget, antog man derfor, at det var et atomangreb mod Rusland, og russerne satte derfor en nødprocedure i gang for at kunne besvare angrebet. Den berømte atomkuffert blev bragt til Boris Jeltsin, så han var klar til at beordre et atomart modangreb hvis nødvendigt. Modangrebet blev dog afværget, da den norske raket styrtede ned i havet i stedet for at fortsætte mod russisk territorium.
I de få minutter hvor misforståelsen stod på, var situationen kritisk, og ifølge russiske myndigheder var det det nærmeste landet har været på at iværksætte et atomangreb. Man sammenligner gerne hændelsens farlighed med Cubakrisen i 1962.

## Russisk opdagelse
Raketten blev først opdaget af varslingsradaren i Olenegorsk, som opdagede den over Barentshavet. Man kunne ikke identificere raketten, men russerne var bekendt med at US Navy tidligere havde patruljeret farvandene langs norskekysten med atomubåde af Ohio-klassen bevæbnet med Trident-missiler. Disse missiler ville fra denne position kunne nå Moskva på 10 minutter. På radarcenteret observerede man desuden, at der faldt sektioner væk fra raketten, på samme måde som det også forgår ved Trident-missiler. Ud fra rakettens bane kunne det virke som om den var rettet mod Moskva.

### Reaktion
Militæret blev sat i umiddelbart beredskab, og den berømte atomkuffert blev bragt til Ruslands præsident Boris Jeltsin. Eftersom et Trident-missil kunne nå den russiske hovedstad på op til 10 minutter, blev der sat en deadline på netop 10 minutter, hvor man skulle tage stilling til, hvorvidt man skulle gennemføre et modangreb eller ej.
Efter 5 minutter beordrede man flådens undervandsbåde til at indtage deres affyringspositioner og forberede sig på en umiddelbar affyring, hvis ordren blev givet. De russiske atomdoktriner tillod et modangreb selv før et eventuelt missil havde truffet russisk territorium. I 4 minutter ventede besætningerne på undervandsbådene på angrebsordren, men otte minutter efter alarmen gik, styrtede raketten ned i Barentshavet og ordren om at iværksætte et modangreb blev aldrig givet.

## Informationssvigt
De norske og amerikanske forskere der var ansvarlige for affyringen havde meddelt planerne om affyringen til de russiske myndigheder flere uger i forvejen. Denne besked blev dog ikke givet videre til radaroperatørerne som tolkede radarbilledet som et fjendtlig missil. Som et resultat af dette blev de eksisterende varslings- og informationsprocedurer reevalueret og tilpasset.